# 47040 Nathbrouillet
47040 Nathbrouillet este o planetă minoră (asteroid), cu un diametru de 9,845 km, din Outer Main Belt⁠(d). A fost descoperită pe 19 noiembrie 1998 la Caussols de OCA-DLR Asteroid Survey⁠(d). 
Obiectul prezintă o orbită caracterizată de o semiaxă mare de 3,2054695110273 UAi, o excentricitate de 0,16873278256897, o înclinație de 2,8469810752422 ° în raport cu ecliptica.